# Edward Sedgwick
Edward Sedgwick   (Galveston, 7 de novembre de 1889 - North Hollywood, 7 de març de 1953) fou un director, guionista, actor i productor cinematogràfic dels Estats Units.

## Inicis
Nascut a Galveston, Texas, els seus pares foren Edward Sedgwick, Sr. i Josephine Walker, ambdós actors de teatre. Amb quatre anys d'edat ja formava part del grup artístic de la seva família, la Sedgwick Comedy Company, representant un número de vodevil i cantant. Va seguir amb aquesta mena d'espectacles fins als set anys, quan va aconseguir el seu primer paper de comèdia en una obra escrita pel seu pare, Just Over.
En aquesta època actuava només els mesos d'estiu, dedicant la resta del temps a completar els seus estudis a Galveston. Es graduà a la Universidad St. Mary de Galveston i després entrà a l'Academia Militar Peacock de San Antonio (Texas), graduand-se amb el grau de tinent. En aquell moment va valorar seriosament la possibilitat de dedicar-se a la vida militar, però finalment optà per la seva vocació teatral, entrant novament en la companyia del seu pare, anomenada aleshores "The Five Sedgwicks." El grup estava format pels seus pares, ell mateix i dues germanes, les bessones Eileen i Josie Sedgwick, que posteriorment tingueren una exitosa carrera com actrius cinematogràfiques. Obligats a tancar la companyia teatral familiar a causa de la malaltia del seu pare, Sedgwick es dedicà a la comèdia musical, aconseguint aviat un grup teatral propi, "The Cabaret Girls," produït, dirigit i gestionat per ell. La companyia tingué èxit, i fou només després de rebre repetidament ofertes d'en Romaine Fielding quan, al final de una exitosa tercera temporada, disolgué la formació i es dedicà a l'actuació cinematogràfica.
Sedgwick s'inicià al cinema com a comediant el 1915, sovint interpretant a esbojarrats jugadors de beisbol. Posteriorment passà a dirigir serials, i el 1921 comançà a treballar en la unitat de westerns de Tom Mix. L'amor de Sedgwick pel beisbol es plasmà en escenas del film de Mix Stepping Out, del de Buck Jones Hit and Run, del de William Haines Slide, Kelly, Slide, del de Buster Keaton The Cameraman, y del de Robert Young Death on the Diamond.

## Carrera
Sedgwick fou contractat per la Metro-Goldwyn-Mayer a finals de la dècada de 1920. En aquests estudis trobà un esperit afí en Buster Keaton, al qual Sedgwick (conegut informalment como "Ed" o "Junior") dirigí en tots els llargmetratges que Keaton rodà per a MGM: The Cameraman, Spite Marriage, Free and Easy, Dough Boys (en el qual Sedgwick interpretava a un soldat), Parlor, Bedroom and Bath, Speak Easily, Sidewalks of New York, i What! No Beer?.
El 1936 Sedgwick traballà breument com a productor i director per als estudis d'Hal Roach. Con aquesta companyia rodà Mister Cinderella i Pick a Star, ambdues cintes protagonitzades por Jack Haley. En la darrera d'elles intervingueren Stan Laurel i Oliver Hardy. Posteriorment, el 1938, dirigí The Gladiator, interpretat per Joe E. Brown i Dickie Moore.
Considerat en la dècada de 1940 com una relíquia d'una època ja passada, Sedgwick va trobar en aquells anys menys oportunitats per dirigir, però, quan Laurel i Hardy tornaren a MGM a finals de 1942, Sedgwick fou l'escollit para dirigir a la parella a Air Raid Wardens. No va dirigir cap nova pel·lícula en els següents cinc anys, tot i que continuà treballant a la MGM, compartint despatx amb Buster Keaton.
El 1948, Keaton, empleat per a escriure gags per a Red Skelton, havia suggerit que Sedgwick podria ser un director ideal per a la futura pel·lícula A Southern Yankee. Tanmateix, Sedgwick no estava preparat per aquest desafiament; tot i que apareix als créditos en solitari com a director del film, el director fou realment S. Sylvan Simon. La darrera cinta de Sedgwick fou la producció de Universal Studios Ma and Pa Kettle Back on the Farm.

## Mort
Edward Sedgwick morí a causa d'un infart agut de miocardi a North Hollywood, Los Ángeles, California, el 1953, als 63 anys d'edat.
Fou enterrat en el cementiri de Holy Cross a Culver City, California.